# Comuna Velîka Zahorivka, Borzna
Velîka Zahorivka (în ucraineană Велика Загорівка) este o comună în raionul Borzna, regiunea Cernihiv, Ucraina, formată din satele Step și Velîka Zahorivka (reședința).

## Demografie
Componența lingvistică a comunei Velîka Zahorivka
     Ucraineană (99,63%)
     Alte limbi (0,37%)
Conform recensământului din 2001, majoritatea populației comunei Velîka Zahorivka era vorbitoare de ucraineană (99,63%), existând în minoritate și vorbitori de alte limbi.